# Мандычевский, Ойзебиус
Ойзебиус (Эузебиуш, Евсевий) Мандычевский (нем. Eusebius Mandyczewski, пол. Euzebiusz Mandyczewski, рум. Eusebie Mandicevschi, укр. Євсевій Мандичевський; 18 августа 1857[…], Черновцы — 13 июля 1929, Зульц, Австрия) — австрийский композитор и музыковед.

## Биография
Сын православного священника Василия Мандычевского и его жены Софьи, урождённой Попович; был назван в честь брата матери, профессора Евсевия Поповича. Румынские и украинские источники оспаривают друг у друга национальную принадлежность Мандычевского и его семьи.
Получил первые уроки музыки в Черновцах у Сидора Воробкевича, занимался также в музыкальной школе Адальберта Гржимали. В отрочестве играл с тремя братьями в струнном квартете. Учился в Венской консерватории у Густава Ноттебома, Роберта Фукса и Эдуарда Ганслика.
С 1879 г. входил в ближний круг Иоганнеса Брамса. В 1879—1881 гг. руководил Венской певческой академией, затем другими хоровыми коллективами. С 1897 г. преподавал историю музыки, композицию и контрапункт в Венской консерватории. Среди его известных учеников — Ганс Галь, Джордж Селл, Артур Шнабель, Эде Польдини и многие другие.
Редактировал полные собрания сочинений Шуберта, Гайдна и (вместе со своим учеником Гансом Галем) Брамса.
Автор песен на стихи Тараса Шевченко, Юрия Федьковича, Михая Эминеску, Генриха Гейне. Автор переложений для фортепиано произведений И. С. Баха, И. Брамса, Ф. Шуберта. Музыкальные сочинения и обработки Мандычевского были систематизированы после его смерти братом Константином, написавшим также очерк его биографии.
Помимо Евсевия и Константина, в семье было ещё несколько братьев и сестёр, в том числе Эраст (1860—1946) — юрист и Георгий (1870—1907) — композитор и хоровой дирижёр.